# 珍·懷爾德

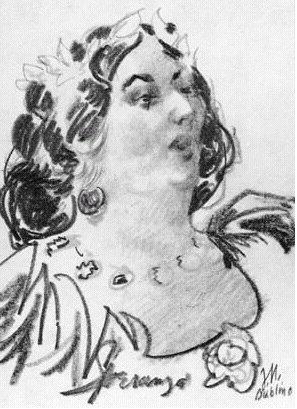
懷爾德爵士夫人肖像

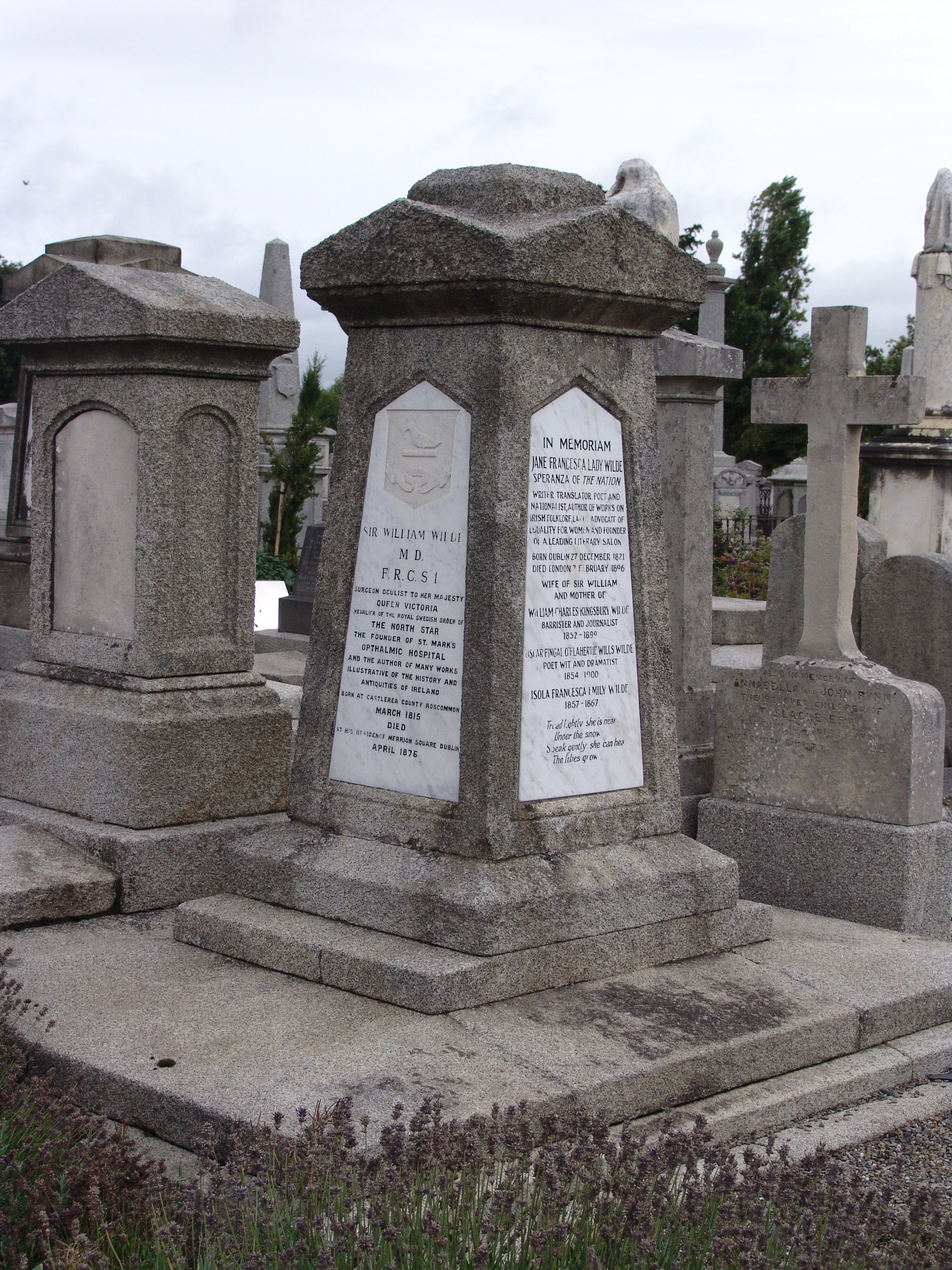
威廉·懷爾德爵士及懷爾德爵士夫人墓碑），位於都柏林。

珍·懷爾德（英語：Jane Wilde），即懷爾德爵士夫人（英語：Lady Wilde）（1821年12月27日—1896年2月3日），愛爾蘭詩人、作家、翻譯家，又是愛爾蘭獨立運動的支持者。她也是詩人和劇作家王爾德的母親和愛爾蘭教士查理斯·羅伯特·馬圖林的姪女。
珍·懷爾德婚前闺名珍·法蘭西絲卡·艾格尼絲·艾吉（英語：Jane Francesca Agnes Elgee），是威克斯福一位地方律師的女兒。她年青時是位愛國主義者，支持愛爾蘭獨立運動，並以筆名「約翰·芬蕭·艾里斯」（John Fernshaw Ellis）（後來改用「史波蘭薩」（Speranza）由1846年起在愛爾蘭一份週報發表許多鼓吹愛爾蘭獨立、反對英國管治的詩和政論文章，其中最著名的一篇政論為1848年發表的《木已成舟》（The Die is Cast）。因此她也被稱為。
她在1851年與當時知名的外科醫生威廉·懷爾德爵士結婚。婚後隨丈夫居於都柏林，較以前安於家庭生活，主要寫作有關愛爾蘭傳統民俗的詩和文章，不過仍在都柏林文藝圈聚會中活躍。
她與威廉·懷爾德爵士共育與兩子一女，長男威廉·懷爾德是位律師兼記者；次男是詩人和劇作家奧斯卡·懷爾德（通譯為王爾德），幼女艾索拉·法蘭西絲卡·懷爾德（Isola Francesca Wilde）於10歲時早夭。在丈夫死後，她隨長男居於倫敦，於1896年（王爾德入獄後1年）去世。

## 外部連結
- （英文）Words of Women: Lady Jane Wilde
- （英文）Jane Wilde at the Princess Grace Irish Library （页面存档备份，存于）